# الحصن (مكيراس)

تعديل مصدري - تعديل

الحصن هي إحدى قرى عزلة مكيراس بمديرية مكيراس التابعة لمحافظة البيضاء، بلغ تعداد سكانها 197 نسمة حسب تعداد اليمن لعام 2004.